# Javier Brayotta
Javier Alejandro Brayotta (Luján, Buenos Aires, 19 de mayo de 1973) es un exfutbolista argentino que se desempeñaba como volante o delantero. También fue director técnico durante un tiempo.
Desarrolló gran parte de su carrera deportiva en el Club Luján donde anotó 124 goles, siendo de esta manera el máximo goleador en la historia del club. Debutó como futbolista en la década de 1990 y también jugó en otros dos equipos: Club Deportivo y Mutual Leandro N. Alem y All Boys.
Durante su carrera deportiva disputó varios torneos de la Asociación del Fútbol Argentino (AFA), entre ellos, la Primera B, el Torneo Argentino C y la Primera C, en este último, siendo el goleador y jugador más valioso en la temporada 2001-02. Su último equipo fue Mutual UTA de la ciudad de Moreno, donde inició en la década de 2010 y permaneció durante varias temporadas. También se desempeñó como director técnico del Club Luján, donde participó en los torneos de la Primera C y la Copa Argentina; este último campeonato lo disputó en varias oportunidades.
A comienzos de 2020 se postuló como presidente del Club Luján, candidatura que fue impulsada por un sector de hinchas y seguidores del club. En ese mismo año, Brayotta fue declarado «socio honorario» del Club Luján por todos sus aportes durante su etapa como futbolista. Se le considera uno de los jugadores más emblemáticos del Club Luján, también «uno de los delanteros más importantes de la historia del club».

## Biografía
Javier nació el 19 de mayo de 1973 en la ciudad de Luján. Inició su carrera deportiva en las categorías inferiores del Club Luján, después pasó a formar parte del primer equipo en la década de 1990. Debutó oficialmente a los 23 años y se mantuvo activo en el club durante 3 etapas: 1991-1999, 2000-2003 y 2004-2009.
Durante su etapa como futbolista disputó varios torneos de AFA, entre ellos, la Primera B, Primera C y el Torneo Argentino C. Permaneció activo como futbolista por más de 10 años donde disputó aproximadamente 311 partidos y anotó 124 goles en el Club Luján, siendo de esta manera el máximo goleador del club. También anotó otros goles en su último club, el Mutual UTA de la ciudad de Moreno donde inició su etapa en 2010 en el Torneo Argentino C de 2010, además de jugar varias temporadas hasta su retiro como futbolista profesional. 
Después de concluir su etapa como futbolista, Brayotta se desempeñó como director técnico del Luján donde llegó a dirigir varios torneos de AFA, entre ellos, la Primera C y la Copa Argentina. Debutó como segundo entrenador en marzo de 2011 durante la etapa del entrenador Gerardo Garate en Luján. El 24 de septiembre de 2014, Brayotta asumió como director técnico del club en sustitución de Horacio Bidevich, decisión que fue tomada por los máximos dirigentes teniendo en cuenta el vínculo y la historia del jugador con el club. Su debut oficial fue el 30 de septiembre de 2014 ante el Midland, en la localidad de Libertad. Permaneció al frente del club hasta mediados de 2015, cuando finalmente la dirigencia del club llegó a un común acuerdo para rescindir de sus servicios como director técnico.
En enero de 2020, Brayotta lanzó su candidatura a la presidencia del Club Luján tras la salida de Mariano Peretto. Sin embargo, finalmente el club seleccionó a Maximiliano Goñi, quien se desempeña como presidente desde 2019.
Se le considera uno de los jugadores más emblemáticos e históricos del Club Luján.

## Trayectoria

### Como futbolista
| Club                                    | País      | Año       |
| --------------------------------------- | --------- | --------- |
| Club Luján                              | Argentina | 1992-1999 |
| Club Deportivo y Mutual Leandro N. Alem | Argentina | 1999-2000 |
| Club Luján                              | Argentina | 2000-2003 |
| Club Atlético All Boys                  | Argentina | 2003-2004 |
| Club Luján                              | Argentina | 2004-2009 |

### Como Director Técnico
| Club       | País      | Año       |
| ---------- | --------- | --------- |
| Club Luján | Argentina | 2011      |
| Club Luján | Argentina | 2014-2015 |